# Afroestricus velatus
Afroestricus velatus là một loài ruồi trong họ Asilidae. Afroestricus velatus được Scarbrough miêu tả năm 2005. Loài này phân bố ở vùng nhiệt đới châu Phi.